# Mead (Nebraska)
Mead je selo u američkoj saveznoj državi Nebraska. Prema popisu stanovništva iz 2010. u njemu je živjelo 569 stanovnika.